# Чудаков, Фёдор Иванович
Фёдор Ива́нович Чудако́в (8 (20) февраля 1888, Чембар — ночь с 28 февраля на 1 марта [с 12 на 13 марта] 1918, Благовещенск) — русский сатирик, поэт, прозаик, драматург, публицист, сотрудник и редактор ряда благовещенских газет и журналов начала XX века, печатавшийся под псевдонимами Амурец, Босяк, Гусляр (как варианты: Гу-ръ, Г-ъ), Кузьма Резниченко (К. Рез.), Язва (Я., Я-а, Jasva), Фёдор Ч. (Фёд. Ч., Ф. Ч.).
Среди наиболее часто использованных жанров выделяются маленький фельетон, стихотворная и прозаическая сатира, лирика, очерковая, мемуарно-биографическая и художественная проза, пьесы.

## Биография

### Детство и юность в Чембаре
Родился в городе Чембар (с 1948 — Белинский) Пензенской губернии 8 (20) февраля 1888 года. Судя по хранящейся в фондах Государственного архива Пензенской области метрической книге Николаевской церкви Чембара за 1888 год (ф. 182, оп. 7, д. 201, л. 289—290), отца его, состоявшего в мещанском сословии, звали Иваном Ивановичем, мать — Натальей Петровной. Родители Фёдора, без упоминания имён, выведены среди эпизодических персонажей автобиографической повести «Из детства Ивана Грязнова» (1918). Из посмертной биографии, написанной благовещенским журналистом Михаилом Катаевым, а также из протокола допроса, который много лет спустя, в январе 1909-го, вёл с юмором описанный в автобиографическом рассказе Чудакова «Арестант» (1918) начальник жандармского розыскного пункта Благовещенска ротмистр М. П. Перков, известно, что отец сатирика занимался сапожным ремеслом.
О детстве Фёдора, о чембарском периоде жизни известно немного. Достоверный факт — то, что у него был старший брат Дмитрий, который переехал в Благовещенск в 1917 году и умер здесь же в феврале 1920-го. Возможно, в семье Чудаковых были и другие дети, о чём косвенно свидетельствуют некоторые произведения автобиографического характера. В частности, стихотворение «Сны» (1913), где упоминаются «братишка Лёня» и «сестрёнка Лиза».
Образование Чудаков получил в чембарской церковно-приходской школе, затем в городском четырёхклассном училище, которое с отличием окончил в 1903 году. Однако в дальнейшем поступить ему на обучение вПензенскую учительскую семинарию не удалось. Виной тому «буйный, строптивый, упрямый и непокладистый нрав», о котором писал журналист М. Катаев, опиравшийся на свидетельства брата сатирика. Уже в годы учёбы в чембарском училище Фёдор сочинял эпиграммы, в которых высмеивал не только своих ровесников, но и учителей, в том числе учителя Закона Божия отца Ивана (Иоанна Лагарпова).
Мечта продолжить образование осталась неосуществлённой, стремящегося к знаниям юношу ждали иные уроки и иные университеты: арест, тюремные камеры Чембара и Пензы, этап, пересыльная тюрьма в Красноярске, тяжелейшая сибирская ссылка, побег, вновь арест, вновь тюрьма — на этот раз в Благовещенске, статус поднадзорного, ещё два ареста и два тюремных срока. И изнурительная многолетняя газетная подёнщина… Пребывание в чембарской тюрьме нашло отражение в автобиографическом рассказе «Мой роман» (1911); в пензенской — в тюремном очерке «Редакционное собрание» (1911) и рассказе «Шамиль» (1918). Об этапе — «путешествии к чёрту на кулички» — Чудаков рассказал в очерке «Навстречу тучам» (1909), о красноярской пересыльной тюрьме — в тюремных миниатюрах «Смех» (1911). Тюремные мотивы (навеянные и впечатлениями от нахождения в благовещенской тюрьме) отразились также в стихотворениях «Ночью» (1911), «Из тюрьмы» (1913) и др.
Вернувшись из Пензы на родину, Чудаков попытался получить место учителя в церковно-приходской школе, но не преуспел в этом. Служба писарем при городском полицейском управлении длилась недолго: получившее хождение в рукописном виде обличительное стихотворение о местном исправнике привело к увольнению. Должность письмоводителя при окружном суде привлекала Фёдора тем, что не мешала ни его самообразованию, бурному «поглощению» книг, ни участию в революционной деятельности, которой он увлёкся в годы первой русской революции, вступив в партию социалистов-революционеров и вскоре став самой авторитетной фигурой среди чембарских эсеров. Об этом периоде жизни Чудакова (со слов его брата Дмитрия) рассказал биограф сатирика М. Катаев: «В группу входили учителя, студенты, учащиеся средних учебных заведений и рабочие. Ф. И. составлял прокламации, печатал их на машинке и на гектографе, ходил по окрестным деревням и сёлам <…>, где и вёл революционную пропаганду, то читая какую-нибудь брошюрку, листок, стихотворение, то ведя устную беседу с деревенской молодёжью, будя в ней сознание, желание освободиться от цепей рабства, нищеты и невежества, зовя к активному протесту и выступлению против насильников и угнетателей».

### Сибирская ссылка
Закончилось всё это арестом. Восемнадцатилетнего юношу приговорили к трём годам ссылки по статьям 128 и 129 Уголовного уложения. Статьи эти, предусматривавшие ответственность за «политические преступления», входили в состав пятой главы — «О смуте». Под смутой в законе понимались действия, прямо или косвенно направленные на подрыв авторитета верховной власти и её революционное низвержение. В частности, статья 128 карала ссылкой на поселение за всякого рода публичное выражение (в речи, сочинениях и т. д.) неуважения верховной власти и порицание существующего образа правления.
Село Червянка, когда туда попал ссыльный Чудаков, входило в состав Енисейской губернии. Ныне оно относится к Чунскому району Иркутской области. Отдалённый, труднодоступный район этот расположен на северо-западе области и граничит с современным Красноярским краем.

О трудностях, которые Чудакову довелось испытать в сибирской ссылке, даёт представление целый ряд автобиографических произведений: рассказы «На сохатиных ямах» (1909), «Окуни» (1910), «Тимохина кобыла» (1911), «Под весенним солнцем» (1911), «В овине» (1911), «Татьяна» (1913) и «Мойша Пташник» (1914), драма «Изгнанники: Картины из жизни в ссылке» (1918) и приключенческая повесть «Диана Кедровская» (1917), главный герой которой, политический ссыльный Кузьма Иванович (под этим именем Чудаков некоторое время жил по подложному паспорту), размышляет о своей незавидной участи:

«Значит, снова предо мной голодная зима, скитанья по селу в поисках работы, возня с детишками, которых отцы желали выучить грамоте, но забывали за это платить. Опять унижения, выклянчивания, опять попрёки долгами…»

В биографии, составленной после смерти Чудакова М. Катаевым, енисейская ссылка — исключительно отрицательная школа жизни, имеющий только негативные последствия опыт:

«Полтора года он прожил тут в чрезвычайно тяжких условиях, терпя голод и холод. Тамошние крестьяне, для которых ссыльные рубили, пилили, кололи и вывозили из леса дрова, платили всего по 10 копеек в день за каторжный труд. Более слабые умирали. Ф. И. тоже едва не умер от тифа…»

Можно добавить к этому, что в начале 1909 г., уже в Благовещенске, во время допроса в жандармском розыскном пункте, отвечая на вопрос жандармского ротмистра Перкова о причинах бегства с места ссылки, Чудаков заявил, что главная причина — «абсолютное неимение средств к жизни».

Ссылка дала Чудакову запас жизненных впечатлений, питавших его творчество. Ссылка и сделала его писателем, предопределила дальнейший путь. Именно в ссылке он стал посвящать буквально каждую свободную минуту сочинительству. Именно в этот период литературное творчество стало осознаваться как призвание. Один из персонажей «Изгнанников» Антон читает вслух присланное из Червянки письмо Бродяги (alter ego автора), из которого товарищи по ссылке узнают о главном его увлечении:

«…Я ведь литератором стал, леший меня задави! Братцы вы мои милые, простите ли вы меня? Смертный грех принял я на душу: послал в „Радугу“ стишонки и — увы! — их напечатали! Думали ли вы, читая вдохновенные вирши некоего Мильтиада в № 54, что cиe изобразил аз многогрешный?.. Теперь могу я сказать про себя словами пушкинского героя: „Участь моя решена — я женюсь“. Женюсь на музе и в приданое беру славу… Теперь каждый вечер ловлю за хвост рифмы и распинаю их на бумаге… А рифмы, братцы, из меня так и лезут, так и прут…»

### В Благовещенске (1908—1918)
Отбыв в Червянке половину срока, Чудаков бежал в Красноярск, где сблизился с ещё одним беглым политическим ссыльным — Дмитрием Чернышёвым, а также с его невестой Варварой Протопоповой, приехавшей в Сибирь из городка Малмыж Вятской губернии для того, чтобы ухаживать за любимым человеком, заболевшим чахоткой. Опасаясь ареста, все трое жили на лесной заимке неподалёку от Красноярска. А в сентябре 1908 года отправились в Приамурье, в далёкий и потому казавшийся спасительным Благовещенск, куда добрались в начале октября. Поселились вместе, сняв квартиру в доме по улице Амурской.
Чудаков, живший в городе по подложному паспорту, выписанному на имя крестьянина Енисейской губернии Кузьмы Ивановича Резниченко, начал сотрудничать в газетах «Амурский край», «Торгово-промышленный листок объявлений» (впоследствии «Амурский листок») и «Эхо», опубликовав там несколько стихотворений, рассказов и очерков за подписями К. Рез. и Кузьма Резниченко. Варвара, которая на родине была учительницей женской гимназии, стала зарабатывать частными уроками, а через год, с сентября 1909-го — преподавать в народном училище имени Л. Н. Толстого. А Дмитрий Чернышёв вскоре после приезда в Благовещенск покончил жизнь самоубийством, потеряв надежду на излечение и не желая быть обузой для близких людей. Варвара спустя некоторое время станет женой Фёдора.
В конце декабря 1908 года жандармское ведомство вышло на след беглеца, а 1 января 1909-го он был арестован и препровождён «на горку» — в благовещенскую тюрьму. Задержана была и Варвара Протопопова, однако после допроса её отпустили на свободу. При обыске в квартире были найдены нелегальные брошюры, а также письма от товарищей по ссылке.
Дело Чудакова, совершившего побег из ссылки и проживавшего в Приамурье по подложному паспорту, было передано прокурору Благовещенского окружного суда, в результате чего первое полугодие 1909-го Фёдор провёл в политическом корпусе благовещенской тюрьмы, фигурирующей во многих его сатирических произведениях. Он оказался «на горке», когда там уже почти год томилась и успела перессориться между собой вся амурская ячейка эсеров численностью в двенадцать человек. Чудакову удалось примирить их, сплотив общим делом — изданием рукописного сатирического журнала «Арестант». Об этой истории не без юмора писатель рассказал в 1918 году на страницах журнала «Дятел, беспартийный». Спустя несколько месяцев, уже после гибели сатирика, в благовещенском журнале «Чайка» о тех же событиях вспоминал один из «сотрудников» «Арестанта» Иван Сивков. По словам последнего, душой редакции «капризно-периодического издания» и основным его автором был Чудаков, который «работал… для журнала, можно сказать, и день и ночь».

Находясь в тюрьме, Чудаков, как оказалось, «писал и день и ночь» не только для «Арестанта». Половину тюремного срока он каким-то образом умудрялся передавать на волю и публиковать свои произведения в газетах «Амурский край» и «Эхо», а также в юмористическом журнале «Бузуй». Помимо этого, скрываясь под разными псевдонимами, он вводил в заблуждение читателей, устраивая «полемику» с самим собой. Так, 9 (22) апреля 1909 года в газете «Амурский край» было опубликовано «Письмо в редакцию», автор которого, Язва, включился в полемику между двумя амурскими авторами — Амурцем, которого он подверг жёсткой критике, и Босяком, которого взял под защиту. Пикантность ситуации состояла в том, что и автор письма в редакцию Язва, и вызывающий у него неприязнь Амурец, и близкий ему по взглядам Босяк — суть одно и то же лицо: Ф. Чудаков, скрывающийся за всеми этими псевдонимами и отбывающий в это время заключение. Подоплёка этой мистификации была неведома не только тюремщикам и жандармам (им, по крайней мере, до поры), но и товарищам по неволе. Возможно, Чудаков в 1918 году рассказал бы о том, как ему удалось совершить почти невозможное, но смерть оборвала работу над воспоминаниями на самом интересном — на разоблачении:

«Уже вышел № 4, как вдруг разразилась катастрофа, в результате которой было неожиданное прекращение журнала и высылка редактора из тюрьмы в… арестный дом при полиции…»

После освобождения Чудаков жил в Благовещенске под гласным надзором полиции, печатался в газетах «Амурский край» и «Эхо». Положение его было шатким: от того, что он писал и публиковал, зависело не только его благополучие, но и сама возможность находиться на свободе. А он в том же году, словно дразня жандармов, выпустил две небольшие книжки, демонстрирующие, что автор не отказывается от революционных взглядов, от критического отношения к действиям властей, к политике царского правительства. В пронизанном автобиографическими мотивами лирическом сборнике «Пережитое», тут же изъятом властями из обращения, Босяк почти открыто декларирует свою принадлежность к революционному лагерю. Сборник фельетонов и сатирических стихотворений Язвы «Шпильки» — ещё более дерзкий вызов, брошенный властям. Издание этого, тоже изъятого из обращения, сборника обернулось для автора печальными последствиями: после изнурительно долгой судебно-следственной волокиты в 1913 году он вновь на несколько месяцев угодил «на горку».
Период с 1909 по 1918 — время напряжённого творческого труда, время стремительного роста художественного мастерства. Чудаков в эти годы являлся одним из самых продуктивных и популярных сотрудников газет «Амурский край», «Эхо», «Амурское эхо», «Народное дело», был фактическим редактором и основным автором сатирических журналов «Колючки» (1909—1910) и «Зея» (1914—1915), редактором-издателем и почти единственным автором журнала «Дятел, беспартийный» (1918). Основной массив созданных им произведений — фельетоны (преимущественно стихотворные), сатирические стихотворения. Кроме того, Ф. Чудаков создал целую россыпь стихотворных легенд и сказок сатирической направленности: «Сотворение Приамурья» (1915), «Легенда о берёзе» (1916), «Мукомол» (1916), «Тарбаган» (1916). Сатира Чудакова, особенно последних трёх-четырёх лет жизни — самое значительное из того, что вышло из-под его пера. Лучшие из его стихотворных фельетонов заслуживают того, чтобы стать классикой жанра. По мнению некоторых литературоведов, место Амурца — среди самых известных российских сатириков начала XX столетия.
Ни на день не прекращая напряжённую творческую работу, в течение многих лет с предельной самоотдачей исполняя обязанности секретаря редакции газеты «Эхо» (а после её закрытия — газеты «Амурское эхо»), Чудаков находил возможность бывать за пределами Благовещенска . Он объездил почти всю Амурскую область, особенно любил путешествовать по реке Зее. Почти все его поездки, сплавы по реке, так или иначе, отразились в фельетонах («На зейском перевозе», 1913; «В вагоне», 1916), очерках («На лоне», 1910; «По Зее», 1910; «Деревенские очерки», 1912; «Под утёсом», 1914; «Таёжные очерки», 1916; «В „столицу“ Приамурья!», 1916), рассказах («На посту», 1911; «Дождик», 1916; «На хариусов», 1918), повестях («Костры на берегу», 1911; «Дочь шамана», 1918), романе («Тайны Зеи»), стихотворениях («Поездка в Белогорье», 1910; «Рыбацкие стихи», 1910; «Из дорожного альбома», 1911; «На Моховом озере» 1911; «Будундинские стихи», 1912; «Придорожная ветла», 1913; «В зимовье», 1914), легендах («Устье Гилюя», 1911).
Деятельно участвовал он в общественной и культурной жизни Благовещенска. Разнообразие и объём его увлечений, дел, обязанностей потрясали современников. По словам известного сибирского критика Михаила Басова, Чудаков был «неутомимым волом», правильнее было бы сказать — долгие годы он работал буквально на износ, на пределе человеческих возможностей. До поры его спасало отменное физическое здоровье, а также закалка, приобретённая в годы енисейской ссылки. Но случались и эмоциональные и психологические срывы (их «отметины» можно найти в ряде произведений, особенно лирических), брали своё физические недуги, о чём свидетельствуют, например, больничные очерки «В починке» (1913).
До февраля 1917-го жизнь Ф. Чудакова как автора была подчинена, главным образом, борьбе с различными несуразностями политического устройства самодержавной России, с уродливыми сторонами общественного строя и быта, с социальным неравенством и национальным угнетением, со всеми формами несвободы, с засильем чиновничества, удушающего жизнь казённой бумагой, с казнокрадами и беззастенчиво грабящими народ богатеями, с мещанской психологией обывателей, с пассивностью народа… Преимущественно критический, иронический пафос автора обусловил преобладание в его творчестве жанра так называемого «маленького фельетона».

Февральская революция вызвала у Чудакова восторг, но уже через неделю он сменился скепсисом, а затем глубоким разочарованием. Вскоре после крушения самодержавия писатель решил вернуться в родной Чембар, о чём свидетельствует короткая заметка в «Амурском эхе»:

«Фёд. Ив. Чудаков благодарит всех товарищей и знакомых за теплоту и ласку, проявленную ими при проводах его на родину. Да здравствует свободный край, которому мы все посильно служили!»

О том, что Амурец покинул Благовещенск, говорится и в опубликованном на следующий день «Заявлении редакции „Амурского эха“», где опровергаются слухи о закрытии газеты из-за ухода прежних сотрудников, но признаётся, что «уехал из города на родину Фёдор Иванович Чудаков, газетный работник исключительной талантливости».
Однако уже осенью того же 1917-го Амурец вернулся в Благовещенск. Вместе с ним на Амур приехал и его брат Дмитрий с семьёй.

### Послеоктябрьский период. Самоубийство
Октябрьский переворот 1917 года писатель встретил враждебно, остро критиковал большевиков с позиций «беспартийного» демократа в выпускаемом им еженедельном сатирическом журнале «Дятел, беспартийный» (январь — март 1918).
Чудаков покончил самоубийством в ночь с 28 февраля на 1 марта (по ст. стилю) 1918 года в доме по улице Соборной, 91 (ныне Октябрьская). Вместе с ним счёты с жизнью свела его жена Варвара. Мертва оказалась и единственная их дочь — шестилетняя Наташа. Бездыханным был даже Макс (Максимка) — собака Чудакова, верный четвероногий друг, с которым он не расставался со времени енисейской ссылки, забавный персонаж многих его очерков, юмористических рассказов, стихов и фельетонов: «Левое засилье» (1911), «Максимки дневник» (1912), «Максимка» (1913) и др.

Предсмертная записка, опубликованная вскоре, гласила:

«Ко всем. Прощайте! Уходим от вас честными и чистыми: на наших руках нет крови. Будьте счастливы! Да здравствует разум! Фёдор Чудаков. В. И. Чудакова. 28 февраля 1918 г.». Спустя две недели стало известно содержание прощального письма, адресованного брату сатирика Дмитрию, простому типографскому рабочему, которое проливает дополнительный свет на причину случившегося: «…Умираем радостно. Впереди видим много лет скорби и муки. Подличать и приспособляться не желаем. Тебе, как рабочему, легче пережить совершающееся… Жить больше не вижу возможности. Думаю, что прожил свою жизнь честно, сделал для народа всё, что был в силах, и теперь, видя, что народ идёт по ложному пути, ухожу от жизни. Думаю, что и это честно»

Судя по первой записке (и по «Завещанию Ф. И. Чудакова», напечатанному 14 (27) марта 1918 года в последнем выпуске журнала «Дятел, беспартийный»: «Похоронить нас просим всех вместе, но только после того, как будет установлено, что мы мертвы, а не находимся в обмороке»), задуман был бескровный уход. Как выяснили репортёры, Чудаковы хотели покончить с собой с помощью угарного газа, закрыв раньше времени печные заслонки. Однако спустя какое-то время Фёдор и его жена, по предположению газетчиков, пришли в себя. Дочь была мертва или находилась в бессознательном состоянии. Оставаться в живых после смерти Наташи было выше их сил. И тогда в ход пошла хранившаяся в доме охотничья двустволка…
Как комментировали газеты того времени, причиной трагического ухода поэта стало то, что он не смог перенести дискредитации святых для него революционных, социалистических идеалов… Понять истинный смысл этих слов нельзя без обращения к историческому контексту.

### Причины самоубийства
С 21 по 28 февраля (с 6 по 13 марта по новому ст.) 1918 года в Благовещенске разворачивались события, вошедшие в исторические справочники под названием Гамовский мятеж. Накануне, с января, в городе фактически установилось двоевластие: городской Совет рабочих и солдатских депутатов провозгласил власть Советов, а земская управа, поддержанная казачьим войсковым правлением, отстаивала полномочия органов местного самоуправления.
Непримиримые политические противоречия переросли в открытое столкновение, в результате которого город был захвачен отрядами добровольной гражданской милиции, сформированной земскими органами. Атаман Амурского казачьего войска И. М. Гамов был назначен военным руководителем исполкома Народного совета, сформированного из руководителей областной земской и городской управ.
В Благовещенске прошли массовые аресты членов Совета, красногвардейцев, комиссаров. Сторонники советской власти отступили в пригород — Астрахановку, где начали формировать вооружённые отряды и ждать подкреплений из Забайкалья и Приморья. Решающие события произошли 27 февраля (12 марта), когда отряды красных повели наступление на Благовещенск, зажатый с двух сторон реками Амур и Зея. Бои на улицах города были жестокими, применялись пулемёты и артиллерия.
К вечеру Благовещенск был в руках значительно превосходящих по численности войск революционного штаба, а 28 февраля, накануне самоубийства Чудакова, оказались подавлены последние очаги сопротивления. Всё это сопровождалось убийствами мирных жителей, погромами, грабежами, в которых участвовали и криминальные элементы, и часть захвативших город красных. Жертвами этих событий с обеих сторон стали, по мнению современных исследователей, около 400 человек. Несколько тысяч из числа противников советской власти, а также из числа интеллигенции и состоятельных горожан, спасаясь от смерти, бежали по льду на другой берег Амура — в китайский город Сахалян (ныне — Хэйхэ).

Один из соратников Чудакова по журналистской работе вспоминал о последней встрече с ним:

Перед наступлением [красных] из Астрахановки он заходил в редакцию «Голоса труда». Узнав, что там хотят принять какие-то шаги к предотвращению кровопролития, Фёдор Иванович, бледный, осунувшийся, страшно расстроенный, потрясённый до последней степени, сдавленным, отрывистым голосом сказал:
— Поздно… уже… пулемёты… работают…
И в глазах у него стояли слёзы, и вся его фигура выражала глубокую, не передаваемую никакими словами печаль и острую душевную муку.
— Не выживет, — невольно подумали видевшие его в ту минуту, но, к сожалению, после его ухода все о нём забыли, будучи всецело поглощены надвигавшимся на город кровавым кошмаром.

О том, что происходило в эти дни в Благовещенске, рассказал в художественно-документальном романе «Враги» (1941) свидетель и участник событий Яков Лович (1896—1956), сын известного революционного деятеля Л. Г. Дейча (1855—1941):

Торжествующий рёв победителей по всему городу, смертельный вопль побеждённых — растерянных, мечущихся по улицам в поисках спасения.
Из дома в дом перебегают красные — опьянённые победой, безнаказанностью, стопками водки, кровью. Где-то в центре города застрелили, искололи штыками отца и сына Писаревских, зверски прикончили штыками визжавшего от боли и ужаса сына доктора Илюшу Хоммера, застрелили учителя Захарова, превратили в решето Емельянова. Пробили череп и изуродовали известного всему городу чудака и футуриста Флигельмантова <…>. Убит на улице миллионер Тетюков. Убил жену, дочь и себя поэт Чудаков, оставив записку, что разочарован в русском народе.
На тротуарах, у заборов, на крыльцах домов — трупы, трупы, трупы. Шёл повальный грабёж. Врывались, убивали, отнимали всё ценное, а то, что нельзя было взять с собою сразу, грузили потом на подводы. Били зеркала и посуду, ломали иконы и мебель, рубили шашками дорогие ковры, стреляли в люстры, распарывали штыками диваны, подушки, одеяла, обои.

По свидетельству М. Катаева, до Чудакова доходили слухи о гибели друзей, об убийствах безоружных людей в их квартирах, о грабежах и насилиях, о валяющихся на улицах раздетых донага трупах «буржуев», о залитых кровью тротуарах. Знакомые поэта свидетельствовали: во время уличных боёв и сопровождавших их погромов Чудаков ждал, когда к нему ворвутся мародёры и избавят от необходимости быть свидетелем той мерзости, которая творилась святым для него именем революции. И когда он увидел, что «избавители» не являются к нему — «решил сам избавить себя и свою семью от дальнейших душевных мук и страданий». В свете всех этих событий понятнее становятся слова из прощального письма, приведённого выше: «Уходим от вас честными и чистыми: на наших руках нет крови». Чудаковы, посвятившие свою жизнь борьбе за социальное освобождение народа, за справедливость и равенство, не хотели иметь ничего общего со своими недавними союзниками по революционному, социалистическому лагерю, устроившими в Благовещенске бойню, пролившими реки крови. Словесное размежевание с бывшими соратниками, оказавшимися теперь убийцами и грабителями, не казалось им достаточным для выражения своего абсолютного неприятия большевизма. Нужен был поступок, а не слова, которые в данной ситуации никого отрезвить не могли. Ценой собственных жизней, ценой жизни единственного ребёнка они хотели выразить отношение к тому, что творят «властьсоветские» (ироничное выражение Амурца). Фёдор и Варвара Чудаковы сделали всё, что было в их слабых человеческих силах, чтобы образумить убийц, чтобы предостеречь их от дальнейших преступлений, и тем попытались спасти жизни других людей, чужих детей. Это была их голгофа, их жертвенная попытка остановить неумолимо надвигающуюся на Благовещенск, на всю Россию гражданскую войну.

### Похороны
Разрешение похоронить Чудаковых на Вознесенском православном кладбище новые власти выдали лишь 3 (16) марта. Похороны состоялись на следующий день и прошли по православному обряду, чин погребения осуществляли священник Леонид Знаменский и дьякон Стефан Бухтояров.

Несмотря на хаос и ужас, которые ещё царили в Благовещенске, проститься с любимым поэтом и его семьёй пришло множество людей — газетчиков, друзей, но более всего — простых горожан, его читателей. Хабаровская газета «Приамурская жизнь» в номере от 10 (23) марта) рассказала о том, как проходило прощание:

Несмотря на подавленное и тревожное настроение, царившее в городе, на похороны любимого юмориста собралось очень много публики. К 4-м часам дня к бывшей квартире Чудаковых набралось свыше 300 человек. Когда понесли покойных, процессия значительно увеличилась, а около церкви сопровождавших было уже около 500 человек.
Лежавшие в гробах умершие были обложены множеством живых цветов. Гробы несли на руках близкие Ф. И. и его почитатели. Тут были и рабочие-печатники, и металлисты, и служащие, и учителя…
Простые белые гробы, простая, скромно одетая публика, — вот картина похорон замечательнейшего народного амурского поэта!
Без помпы, без искусственной пышности несли друзья на кладбище последние останки лирика и юмориста.
Над могилой поэта не было сказано никаких речей, ибо все были слишком подавлены утратой всеми любимого человека.

В завещании Фёдора Ивановича и Варвары Ипполитовны, которое было опубликовано в 7-м выпуске журнала «Дятел, беспартийный», содержалась просьба: «Похоронить нас просим всех вместе». О том, была ли исполнена эта последняя воля, долгое время ничего не было известно. Вознесенское кладбище сохранилось не полностью — большая его часть в советское время была застроена жилыми домами, производственными строениями, гаражами и т. п. И лишь накануне 100-летия с момента смерти писателя удалось выяснить, что «Фёдор Иванович похоронен на Вознесенском кладбище рядом с могилой известного народовольца Манучарова; его жена и девочка погребены вместе с ним в одной могиле».

## Семья
Семья - одна из немногих сфер жизни писателя, не нашедшая отражения в его творчестве.
Жена — Варвара Протопопова (родилась в 1989 г.), венчание состоялось 7 мая 1910 года в Пророко-Ильинской церкви Благовещенска.
Дочь Наташа (родилась в 20 сентября 1911 г., на момент смерти 6 лет).
Семейную сферу, взаимоотношения с женой и дочерью Амурец не афишировал, не выставлял напоказ, эта сторона его жизни — из самых «тёмных».

## Творчество
С начала 1920-х годов и вплоть до недавнего времени имя Амурца не фигурировало ни в одном не только общероссийском, но даже региональном — сибирском или дальневосточном — литературном справочнике. Многие поколения читателей даже не подозревали о существовании одного из немногих подлинных мастеров художественного слова Приамурья.
Судьба весьма обширного литературного наследия Чудакова долгое время оставалась незавидной: большая часть произведений оставалась рассеянной по страницам малодоступной амурской периодики начала XX века. Разрозненные, часто существенно неполные комплекты (или даже отдельные, чудом уцелевшие номера), хранящиеся в разных библиотеках, музеях и архивах, давно уже стали раритетами.
Первым спустя более полувека после самоубийства Ф. Чудакова о нём вспомнил Анатолий Васильевич Лосев (1927—2002): в 2007-м в архиве основателя литературного краеведения Приамурья была найдена папка с набросками относящейся к 1980-м годам неоконченной статьи о сатирике, которую удалось «склеить».
В подлинном своём масштабе и полноте личность и творчество Чудакова стали открываться лишь в 2010-е годы — в ходе осуществления масштабного исследовательского проекта, одним из результатов которого стало издание энциклопедии литературной жизни Амурского региона. Именно в этот период буквально по крупицам было собрано множество лирических, юмористических и сатирических стихотворений, фельетонов, легенд и сказок, очерков, рассказов, повестей, воспоминаний Чудакова, печатавшихся в амурской периодике. В энциклопедии Ф. Чудакову посвящено в общей сложности более десяти словарных статей, в которых представлены разные грани и периоды его творчества. Небольшая часть разысканных произведений Амурца была перепечатана в издающемся в Благовещенском государственном педагогическом университете литературном альманахе «Амур». Ещё один важный итог многолетней поисковой и исследовательской работы — первый за столетие том избранных произведений Амурца, вышедший во Владивостоке в 2016 году. Книга, презентованная 11 декабря 2016 года, получила положительный отклик в периодических изданиях Дальнего Востока, а также в центральной печати. Издание удостоено диплома премии имени Матвеевых в рамках Дальневосточной выставки-ярмарки «Печатный Двор-2017» (Владивосток), а также литературной премии имени Леонида Завальнюка (2017).
Самое полное издание произведений Ф. Чудакова — двухтомник, вышедший в декабре 2019 года в Москве тиражом в 1 000 экземпляров.

## Память
Студенты БГПУ исполняют фельетоны Ф. Чудакова
- О книге Чудаков Ф. «Чаша страданья допита до дна!..»: из творческого наследия выдающегося сатирика начала XX века. — Владивосток: Рубеж, 2016. — 716 с. Текст читает Екатерина Рожкова, съёмка Валентины Дикой
- Чудаков Ф. Чудо с шталмейстером Гондатти (исп. Ирина Пестерева)
- Чудаков Ф. Почему мука стоит 9 рублей (исп. Ирина Шурыгина)
- Чудаков Ф. Экспорт и импорт (исп. Анна Попова)
- Чудаков Ф. Слезницы (исп. Татьяна Телюк)
- Чудаков Ф. Куски жизни (исп. Анна Бирюкова)
- Чудаков Ф. Конец Пояркова (исп. Иван Шлаканёв)
- Чудаков Ф. Покаяние (исп. Сергей Гаврилюк)
- Чудаков Ф. Жертва режима (исп. Максим Голев)

Краеведческий радиосериал «Амурские волны». Цикл передач, посвящённых Ф. И. Чудакову
Собеседник:Александр Урманов, зав. кафедрой русского языка и литературы БГПУ, доктор филологических наук, профессор. Ведущий: Михаил Митрофанов
- (Радиостанция «Эхо Москвы в Благовещенске»)
- История в лицах: Фёдор Чудаков. 12 февраля 2015
- История в лицах: Фёдор Чудаков — наш «современник».19 февраля 2015
- История в лицах: Фёдор Чудаков — крушение иллюзий. 26 февраля 2015
- Фёдор Чудаков: издание сборника произведений после векового забвения. 01 декабря 2016
- Фёдор Чудаков: издание сборника произведений после векового забвения. Проза. 08 декабря 2016
- Фёдор Чудаков: трагедия внутреннего мира писателя в его произведениях.15 декабря 2016
- Фёдор Чудаков: творец или революционер? 22 декабря 2016
- Фёдор Чудаков: возвращение в детство, трагический финал. 29 декабря 2016